# 拉姆拉错
拉姆拉错（藏語：ལྷ་མོའི་བླ་མཚོ།，威利转写：lha mo bla mtsho），又名琼果杰神湖，是一个高山淡水湖，面积约一平方公里，湖面海拔5000多米，位于在西藏自治区山南市加查县曲科杰丛山之中，位于县城东北部，距县城约42公里。
“拉姆拉错”藏语意为“吉祥天母湖”，“拉姆”是指“班达拉姆”，即“吉祥天母”。拉姆拉错在藏传佛教的活佛转世系统中具有重要的地位，每次寻访转世灵童之前都要在此湖观湖示相以寻求神示。自二世达赖始，圣湖观影逐渐演变成寻访达赖喇嘛、班禅喇嘛以及四大呼图克图的转世灵童的重要宗教仪轨之一，也成信众预知来世的习俗。
湖边有琼果杰寺，据传每位达赖喇嘛都要来此朝拜一次。该寺已毁于十年文革，现已重修，但规模比被毁前要小。